# Salomea van Berg-Schelklingen
Salomea van Berg-Schelklingen (voor 1101 - Łęczyca, 27 juli 1144) was een dochter van graaf Hendrik van Berg-Schelklingen in Zwaben en van Adelheid van Mochental.

## Familie
In 1110 trouwde haar zuster Richeza van Berg met Wladislaus I van Bohemen. Hierdoor werd Salomea's familie een factor in de politiek van de hoge adel. In 1113 trouwde haar zuster Sophia met Otto II van Olomouc. Tijdens een conferentie van groothertog Bolesław III van Polen, Wladislaus en Otto in 1114, werd afgesproken dat Bolesław zou trouwen met Salomea, de schoonzuster van Wladislaus en Otto. Het huwelijk werd gearrangeerd door bisschop Otto van Bamberg en vond plaats in 1115.

## Politiek
Bolesław en Salomea kregen twaalf kinderen. Tijdens haar huwelijk spande Salomea zich in om haar kinderen een zo goed mogelijke positie te geven tegen de kinderen uit het eerste huwelijk. In 1125 wist ze de paltsgraaf te vervangen door een van haar partijgangers.
Bij de dood van Bolesław in 1138 kregen alle oudere zoons uit het eerste en tweede huwelijk een deel van Polen. Wladislaus de Balling kreeg als oudste zoon van Bolesław veruit de grootste bezittingen en de positie van staatshoofd. Salomea kreeg een eigen gebied rond Łęczyca, om in haar eigen onderhoud te kunnen voorzien. In het testament van Bolesław was bepaald dat dit gebied aan Wladislaus zou vervallen indien Salomea zou sterven, hertrouwen of in een klooster zou treden.
Als weduwe zette Salomea haar intriges tegen Wladislaus voort. In 1141 probeerde ze zonder zijn toestemming haar bezit over haar oudste zonen te verdelen. Ook probeerde ze een dochter te verloven met een Russische prins, om zo een machte bondgenoot voor haar zonen te winnen. Al deze pogingen mislukten.
Salomea stierf in 1144. Twee jaar later versloegen haar zoons Wladislaus en grepen de macht in Polen.

## Kinderen
Bolesław en Salomea hadden volgende kinderen:
- Leszek (1115 – 26 augustus, voor 1138)
- Rikissa gehuwd met (1) Magnus de Sterke, met (2) Volodar van Polatsk (prins van Minsk) en met (3) Sverker I van Zweden
- onbekende dochter, gehuwd (ca. 1131) met Koenraad van Proseck
- Casimir (9 augustus 1122 - 19 oktober 1131)
- Gertrudis (ca. 1124 - 7 mei 1160), non in de Abdij Zwiefalten
- Bolesław IV de Kroesharige
- Mieszko III de Oude
- Hendrik van Sandomierz (ca. 1129 - 18 oktober 1166), bezocht Jeruzalem in 1154, sneuvelde tegen de Pruisen (volk).
- Dobronega (geb. voor 1129), gehuwd (ca. 1142) met Diederik van Niederlausitz,
- Judith (ca. 1133 - 8 juli ca. 1173), als peuter (1136) gehuwd met Ladislaus II van Hongarije maar later was dit huwelijk blijkbaar niet opportuun en het werd ontbonden, daarna (1148) gehuwd met Otto I van Brandenburg, begraven in de kathedraal van Brandenburg,
- Agnes (ca. 1137 - na 1182), gehuwd (ca. 1151) met Mstislav II van Kiev.
- Casimir II de Rechtvaardige